# Quico (sèrie de televisió)
Quico va ser una sèrie de televisió d'humor emesa per TV3 entre 1992 i 1995, basada en el personatge de les tires còmiques Quico, el progre de José Luis Martín Zabala, dirigida per Ricard Reguant i protagonitzada per Ferran Rañé. Altres protagonistes de la sèrie eren Mercè Pons i Julieta Serrano.

## Argument
Quico Martí, de jove conegut com a "Quico el progre", s'ha fet gran i ara és un ex-progre i antiheroi. Treballa com a creatiu a una agència de publicitat, és divorciat de la Laura amb dos fills, Diana i Albert, ja crescuts i un xic desagraïts. També té una sogra, la Filo, que el visita sovint i s'hi queda algunes temporades. Per si això fos poc, a sobre, el pobre no "lliga" mai.

## Repartiment
- Ferran Rañé... Quico Martí
- Mercè Pons... Diana Martí
- Julieta Serrano... Filo
- Òscar Rabadán... Albert Martí
- Pep Ferrer... Julià
- Àngel Cerdanya... Ferran
- Laura Jou... Cecília
- Margarida Minguillón... Laura

## Premis
El programa va rebre un dels Premis Ondas 1993 nacionals de televisió.